# Nomada rubicunda
Nomada rubicunda är en biart som beskrevs av Olivier 1811. Nomada rubicunda ingår i släktet gökbin, och familjen långtungebin. Inga underarter finns listade i Catalogue of Life.